# 桑登·施托勒
桑登·施托勒（德語：Sandon Stolle，1970年7月13日—），澳大利亚男子网球运动员。他曾获得1998年美国网球公开赛男子双打冠军、2000年法国网球公开赛男子双打亚军和2000年温布尔登网球锦标赛男子双打亚军。

## 家庭
父亲弗雷德·施托勒。